# Natação nos Jogos Pan-Americanos de 2011 - 100 m borboleta masculino
As competições dos 100 metros borboleta masculino da natação nos Jogos Pan-Americanos de 2011 foram realizadas no dia 20 de outubro no Centro Aquático Scotiabank, em Guadalajara.

## Medalhistas
| Ouro   | VEN Albert Subirats   |
| Prata  | USA Eugene Godsoe     |
| Bronze | USA Christopher Brady |

## Recordes
Antes desta competição, os recordes mundiais e olímpicos da prova eram os seguintes:
| Tipo                             | Atleta                     | Tempo | Local          | Data                | Ref |
| -------------------------------- | -------------------------- | ----- | -------------- | ------------------- | --- |
|                                  | USA Michael Phelps         | 49s82 | Roma           | 1 de agosto de 2009 | ver |
| Recorde dos Jogos Pan-Americanos | BRA Kaio Márcio de Almeida | 52s05 | Rio de Janeiro | 18 de julho de 2007 | ver |

## Resultados

### Eliminatórias
| Pos. | Bateria | Raia | Nadador                | País               | Tempo | Obs. |
| ---- | ------- | ---- | ---------------------- | ------------------ | ----- | ---- |
| 1    | 2       | 5    | Gabriel Mangabeira     | BRA Brasil         | 52.95 | QA   |
| 2    | 3       | 5    | Christopher Brady      | USA Estados Unidos | 53.67 | QA   |
| 3    | 3       | 3    | Omar Pinzón            | COL Colômbia       | 53.76 | QA   |
| 4    | 1       | 3    | Shaune Fraser          | CAY Ilhas Cayman   | 53.83 | QA   |
| 5    | 3       | 4    | Albert Subirats        | VEN Venezuela      | 53.84 | QA   |
| 6    | 2       | 3    | Benjamin Hockin        | PAR Paraguai       | 53.87 | QA   |
| 7    | 2       | 4    | Kaio Márcio de Almeida | BRA Brasil         | 53.88 | QA   |
| 8    | 1       | 4    | Eugene Godsoe          | USA Estados Unidos | 54.21 | QA   |
| 9    | 1       | 5    | Octavio Alesi          | VEN Venezuela      | 54.51 | QB   |
| 10   | 3       | 2    | Mauricio Fiol          | PER Peru           | 54.56 | QB   |
| 11   | 1       | 2    | Israel Durán           | MEX México         | 55.18 | QB   |
| 12   | 2       | 2    | Pablo Marmolejo        | MEX México         | 55.27 | QB   |
| 13   | 3       | 7    | Alex Hernández         | CUB Cuba           | 55.28 | QB   |
| 14   | 3       | 6    | Marcos Barale          | ARG Argentina      | 55.31 | QB   |
| 15   | 1       | 6    | José Lobo              | PAR Paraguai       | 57.18 | QB   |
|      | 2       | 6    | Brett Fraser           | CAY Ilhas Cayman   |       | DNS  |
|      | 2       | 7    | Niall Roberts          | GUY Guiana         |       | DNS  |

### Final B
| Pos. | Raia | Nadador         | País          | Tempo | Obs. |
| ---- | ---- | --------------- | ------------- | ----- | ---- |
| 1    | 4    | Octavio Alesi   | VEN Venezuela | 54.15 |      |
| 2    | 5    | Mauricio Fiol   | PER Peru      | 54.26 |      |
| 3    | 7    | Marcos Barale   | ARG Argentina | 54.77 |      |
| 4    | 3    | Israel Durán    | MEX México    | 54.94 |      |
| 5    | 6    | Pablo Marmolejo | MEX México    | 55.00 |      |
| 6    | 2    | Alex Hernández  | CUB Cuba      | 55.63 |      |
| 7    | 1    | José Lobo       | PAR Paraguai  | 56.10 |      |

### Final A
| Pos.              | Raia | Nadador                | País               | Tempo | Obs. |
| ----------------- | ---- | ---------------------- | ------------------ | ----- | ---- |
| Medalha de ouro   | 2    | Albert Subirats        | VEN Venezuela      | 52.37 |      |
| Medalha de prata  | 8    | Eugene Godsoe          | USA Estados Unidos | 52.67 |      |
| Medalha de bronze | 5    | Christopher Brady      | USA Estados Unidos | 52.95 |      |
| 4                 | 6    | Shaune Fraser          | CAY Ilhas Cayman   | 52.96 |      |
| 5                 | 3    | Omar Pinzón            | COL Colômbia       | 53.17 |      |
| 6                 | 4    | Gabriel Mangabeira     | BRA Brasil         | 53.24 |      |
| 7                 | 7    | Benjamin Hockin        | PAR Paraguai       | 53.43 |      |
| 8                 | 1    | Kaio Márcio de Almeida | BRA Brasil         | 53.62 |      |

Legenda
| Recorde mundial                  | Recorde mundial (World record)               |                       | Recorde africano                      | Recorde africano (African) |                                           | Q | Classificado por posição (Qualified) |
| Recorde dos Jogos Pan-Americanos | Recorde pan-americano (Pan-American record)  | Recorde da América    | Recorde da América (Americas)         | q                          | Classificado por melhor tempo (Qualified) |   |                                      |
| Melhor marca do ano              | Melhor marca do ano (World leading)          | Recorde asiático      | Recorde asiático (Asian)              | DNS                        | Não largou (Did not start)                |   |                                      |
| Recorde nacional                 | Recorde nacional (National record)           | Recorde europeu       | Recorde europeu (European)            | DNF                        | Não terminou (Did not finish)             |   |                                      |
| Recorde pessoal                  | Recorde pessoal do atleta (Personal best)    | Recorde da Oceania    | Recorde da Oceania (Oceania)          | DSQ / DQ                   | Desclassificado (Disqualified)            |   |                                      |
| Recorde da temporada             | Recorde da temporada do atleta (Season best) | Recorde sul-americano | Recorde sul-americano (South America) | NM                         | Sem marca (No mark)                       |   |                                      |